# Acantholimon damassanum
Acantholimon damassanum är en triftväxtart som beskrevs av Mobayen. Acantholimon damassanum ingår i släktet Acantholimon och familjen triftväxter. Inga underarter finns listade i Catalogue of Life.